# I Will... (アルバム)
『I Will...』（アイ ウィル）は、1986年にリリースされた来生たかおの12枚目のオリジナル・アルバム（LP〈規格品番：28MS-0107〉／CT〈規格品番：28CS-0107〉／CD〈規格品番：H33K-20054〉）である。

## 概要
※原則的に、来生たかおは“来生”に省略、来生えつこは“来生えつこ”と表記。
歌手デビュー10周年に当たり、CD化された既出のオリジナル・アルバム（『浅い夢』〜『夢の途中』）、ベスト・アルバム『TAKAO GRAFFITI』と同様、帯に“10th anniversary -since 1976-”と記載がある。
同時期に歌手デビュー10周年企画コンサート『来生たかお10th ANNIVERSARY “ELEVEN NIGHT THEATER”』（1986年6月30日 - 7月22日）が開催されることとなり、アルバム制作は中断を余儀なくされた。来生は、コンサートの全日程が終了した後、疲労困憊した身体で伊豆のスタジオにカンヅメになり、制作を再開した（詳細は来生たかお「一躍ヒット・メーカーへ」を参照）。
前々作『ROMANTIC CINEMATIC』、前作『ONLY YESTERDAY』は、少年時代や青春時代をイメージしたアルバムだったが、本作は10周年記念のアルバムということもあり、新たなスタートとして“今”をイメージしたという。サウンド面でも、1970年代のアメリカン・ポップスのイメージで、若々しく前向きなものを意図したと述べている。
ジャケット写真で来生が空に向けて投げている林檎は、2500円の大振りのものが使われており、撮影後に食べようと思っていたが、何度も土手に落としてしまったため叶わなかったという。
編曲者の“矢倉銀”は、来生のペンネームである。

## 復刻盤
- 1991年4月25日：CD（規格品番：KTCR-1057）
- 1995年7月21日：歌手デビュー20周年に際し、CD選書Q盤として高城賢によるデジタルリマスター化（規格品番：KTCR-1567）。
- 2007年3月21日：オリジナル・アルバム、企画アルバムを集めた21枚組CD-BOX『来生たかお大全集』（ユニバーサルミュージック／規格品番：UPCY-6355/75）に1995年版を収録（規格品番：UPCY-6366）。

## パッケージの体裁

### アルバムタイトル
※初出のジャケット表記“I Will...”以外のもの
ケースの側面部
- CT：“アイ・ウィル…”

帯
- オリジナル版CD：“I Will…”
- 1991年版CD：“アイ・ウィル…”

なお、各種ディスコグラフィーによっても表記は片仮名やアルファベットになっている。

### ディスクジャケット
- オリジナル版CD：ジュエルケースにブックレットを挿入
- 1991年版CD：ジュエルケースにオリジナル版CDのものを基調としたブックレットを挿入
- 1995年版CD：ジュエルケースに2つ折りのカード（及び、LP版のものを基調とした歌詞カード・既出オリジナルアルバムのディスコグラフィー）を挿入
- 2007年版CD：ジュエルケースに2つ折りのカード（及び、LP版のものを基調とした歌詞カード）を挿入（及び厚紙製ケース付き）

### 帯のコピー
- LP：つみかさねた想いを明日につなげて。
- オリジナル版CD：つみかさねた想いを明日につなげて。（帯はシール仕様）
- 1991年版CD：記載なし
- 1995年版CD：？（“20th anniversary”の記載あり）

## 収録曲
LP版・CT版（CD版は省略）
※各曲の収録時間はLPに記載がないためCDに準拠

### SIDE 1
1. WE WILL（3：24）
  - 作詞：来生えつこ ／ 作曲：来生たかお ／ 編曲：清水信之
  - 10周年記念作品である本アルバムの新たなスタートというメッセージが込められているという[2]。
2. Simply（3：42）
  - 作詞：来生えつこ ／ 作曲：来生たかお ／ 編曲：矢倉銀
  - 来生は歌詞に対し、“今の僕にぴったり来る”と語っている[2]。アレンジに関しては、音がすかすかであると不安になってしまうため、厚くなったという[2]。
  - 来生えつこによれば、1曲くらい日常的な些細な情景を歌詞にしようと思い、敢えて本アルバムのコンセプトとは異なるものにしたという[2]。
3. 恋のHard Days（4：07）
  - 作詞：来生えつこ ／ 作曲：来生たかお ／ 編曲：矢倉銀
  - 来生は、若々しい内容の歌詞に対し、“今の僕はこういう気持ちには絶対なれない”と語っている。アレンジに関しては、音がすかすかであると不安になってしまうため、厚くなったという[2]。
  - 来生えつこによれば、冒頭のメロディーにビートルズ「A Hard Day's Night」の歌詞がぴったりはまったため、そこから派手な内容に仕上げて行ったという[2]。
4. 夢の加速（5：19）
  - 作詞：来生えつこ ／ 作曲：来生たかお ／ 編曲：武部聡志
  - 来生えつこによれば、歌詞に登場する男女は来生たかお夫婦をイメージの源泉にしているという[3]。また、来生自身も妻に歌ってあげたい楽曲として挙げており[4] 、バックバンドのメンバーの結婚式で披露したこともある。
5. 森への地図（5：31）
  - 作詞：来生えつこ ／ 作曲：来生たかお ／ 編曲：久石譲
  - 来生えつこによれば、セルゲイ・プロコフィエフの『ピーターと狼』のようなメロディーだったため、国籍不明の幻想的な雰囲気にしたという。“高速道路の金網の下の暗い森”というフレーズは、映画『ウエスト・サイド物語』のイメージだという[2]。

### SIDE 2
1. フェアウェル（4：39）
  - 作詞：来生えつこ ／ 作曲：来生たかお ／ 編曲：清水信之
  - 第20弾オリジナル・シングル（1986年9月25日リリース）。
  - 来生えつこによれば、シングル曲ということで作詞に一番苦労したという[2]。
2. DOUBT（4：12）
  - 作詞：来生えつこ ／ 作曲：来生たかお ／ 編曲：武部聡志
  - 来生は、若々しい内容の歌詞に対し、“今の僕はこういう気持ちには絶対なれない”と語っている[2]。
  - 来生えつこによれば、以前から綴りが面白い“Doubt”という言葉を使ってみたかったという[2]。
3. 夏色の彼方（4：23）
  - 作詞：来生えつこ ／ 作曲：来生たかお ／ 編曲：武部聡志
  - 来生えつこによれば、セピア色の世界を感じさせる本アルバムの中で一番気に入っている楽曲で、歌詞にある“Once Upon…”というフレーズは映画『瀬戸内少年野球団』をヒントにしているという[2]。
4. 水の抱擁（4：00）
  - 作詞：来生えつこ ／ 作曲：来生たかお ／ 編曲：矢倉銀
  - 来生は、アレンジに関して、音がすかすかであると不安になってしまうため、厚くなったと述べている[2]。
  - 来生えつこによれば、雑誌で“紫色のハーバー”の写真を見かけたことがきっかけになっており、初めて歌詞に“港”を登場させ、大人の恋を描いたという[2]。
  - 写真家・三島浩とコラボレートした、来生えつこ30周年特別企画・フォト&散文集『そしてI Love You』（小池書院）には、同名の散文が収録されている。
5. 夢のスケッチ（3：54）
  - 作詞：来生えつこ ／ 作曲：来生たかお ／ 編曲：八木正生
  - タイトルと歌詞を改変した「あなたの声を聞いた夜」が、斉藤由貴のアルバム『チャイム』（1986年10月21日リリース）に提供曲として収録されている。
  - 感傷的な別れの歌がアルバムの最後を飾ることも多いが、本アルバムでは本曲で配し、夢見心地で終らせたという[2]。

## 参加ミュージシャン
- Piano：清水信之（SIDE1-1／SIDE2-1）、松田真人（SIDE1-2,3／SIDE2-4）、武部聡志（SIDE1-4）、国吉良一（SIDE1-5）、八木正生（SIDE2-5）
- Keyboards：清水信之（SIDE1-1／SIDE2-1）、松田真人（SIDE1-2,3／SIDE2-4）、武部聡志（SIDE1-4／SIDE2-2,3）、久石譲（SIDE1-5）、柿崎洋一郎（SIDE1-2,3／SIDE2-4）
- Electric Guitar：土方隆行（SIDE1-1,4）、鳴海寛（SIDE1-2,3／SIDE2-4）、松下誠（SIDE1-3）、柴山和彦（SIDE1-5）、清水信之（SIDE2-1）、青山徹（SIDE2-2,3）
- Acoustic Guitar：鳴海寛（SIDE1-2／SIDE2-4）、吉川忠英（SIDE1-4）、清水信之（SIDE2-1）
- Guitar：中牟礼卓則（SIDE2-5）
- Bass：富倉安生（SIDE1-1／SIDE2-1）、多田丈信（SIDE1-2,3／SIDE2-4）、美久月千晴（SIDE1-4）、渡辺等（SIDE1-5）、岡沢茂（SIDE2-2,3）、斉藤誠（SIDE2-5）
- Drums：河野通生（SIDE1-2,3／SIDE2-4）、江口信夫（SIDE1-4）、上原豊（SIDE1-5）、渡嘉敷裕一（SIDE2-1）、菊池丈夫（SIDE2-2,3）、鈴木正夫（SIDE2-5）
- Percussions：石井コータロー（SIDE1-2／SIDE2-4）、木村誠（SIDE1-4）、ペッカー（SIDE1-5／SIDE2-2,3）
- Chorus：山川恵津子（SIDE1-2／SIDE2-2,4）、鳴海寛（SIDE1-2／SIDE2-2,4）、ラジ（SIDE1-3,4／SIDE2-3）、桐ヶ谷仁（SIDE1-3,4／SIDE2-3）、桐ヶ俊博（SIDE1-3,4／SIDE2-3）
- Strings：加藤ストリングス（SIDE1-4）、金子明日香ストリングス（SIDE1-5／SIDE2-1）、玉野ストリングス（SIDE2-5）
- Linn Programming：清水信之（SIDE1-1）
- A.Whistle：堀口博雄（SIDE1-4）
- Tenor Sax：包国充（SIDE1-5）
- Trombone：早川隆章（SIDE1-5／SIDE2-2）
- Trumpet：兼崎順一（SIDE1-5）、数原晋（SIDE2-3）
- Vibraphon：大井たかし（SIDE2-5）
- Harp：山川恵子（SIDE2-5）
- Flute：旭孝（SIDE2-5）
- Oboe：山本陽一（SIDE2-5）
- Horn：沖田グループ（SIDE2-5）

## 参加スタッフ
- Executive Producer：多賀英典
- Producer：石谷仁
- Director：高橋良一
- Recording & Remix Engineer：清水高志（MIX）
- Recording Engineer：山崎進、井川彰夫（MIX）
- Assistant Engineer：長島道秀、渡辺省二郎、Masaru Arai、中鉢正綱（MIX）
- Artist Manager：竹脇隆（Kitty Artists Inc.）
- AD & Designer：Akira Kumano（soap）
- Photographer：佐藤秀春
- Stylist：川端身永子
- Special Thanks To 宮崎真哉（Kitty Music Corp.）、Naomi Miimura（Kitty Music Corp.）